# Michael Fortunati
Pour les articles homonymes, voir Fortunati.
Pierre Michel Nigro, connu sous le nom de scène Michael Fortunati (né le 4 septembre 1955), est un chanteur, auteur et compositeur d'origine italienne.

## Biographie
Né à Villa Castelli, en Italie, Pierre Nigro grandit à Hem dans le nord de la France, où il forme dans les années 1970 avec ses frères le groupe Carré d'as, qui sort quelques disques jusqu'en 1985. Il débute ensuite une carrière en solo sous le pseudonyme Michael Fortunati, et rencontre le succès avec son premier disque, le tube international Give Me Up sorti à l'été 1986, qui reste classé sept semaines au Top 50.
Le chanteur est particulièrement apprécié au Japon, pays amateur de son style musical Eurobeat, où il sort encore plusieurs disques originaux durant les dix années qui suivent, puis de nombreuses compilations par la suite. Son premier tube y sera repris en version japonaise de nombreuses fois, d'abord par le duo BaBe (single de 1987), puis par Yōko Nagayama (1987), W (2004), Nicomon (single de 2005), Beni Arashiro (2005), Mi (single de 2006), Melon Kinenbi (2008), et Nami Tamaki (single homonyme de 2009).

## Discographie
(Note : Certains disques n'ont été distribués qu'au Japon)

### Albums studio
- 1987 : Give Me Up - Fortunati's 1st
- 1987 : Alleluia - Fortunati's 2nd
- 1987 : Fire - Fortunati's 3rd
- 1987 : Big Bang - Fortunati's 4th
- 1987 : Baby Break It Up! - Fortunati's 5th (Avex Trax)
- 1987 : Dreamin' (Avex Trax)
- 1987 : The Best of Disco Covers (Universal Music)

### Albums de remixes
- 1990 : The World Remixes
- 1995 : Remix It Up! (Avex Trax)

### Best of
- 1987 : The Greatest Hits
- 1995 : The Best of Michael Fortunati (Hyper Non Stop Mix) (Avex Trax)
- 2000 : Best of 2000 (Victor Entertainment)
- 2002 : Give Me Up - The Very Best of Michael Fortunati (Toshiba EMI)
- 2018 : Give Me Up - The Complete Best of Michael Fortunati

### Singles
- 1986 : Give Me Up
- 1987 : Alleluia
- 1987 : Gonna Get You (Remix)
- 1987 : Into The Night
- 1987 : Giochi Di Fortuna
- 1987 : Energize (エナジャイズ) / Mia Liberta (Boku No Yume / 僕の夢)
- 1988 : Let Me Down
- 1989 : Danse avec moi
- 1989 : A.B.C. (It's Called)
- 1990 : Baby You
- 1991 : I'm Not A Freak
- 1991 : Big Bang / Tokyo Girl
- 1992 : Take Me on Up / Give Me Up (Remix)
- 1993 : Generate
- 1994 : Techno Cha Cha Cha
- 1995 : Baby Break It Up
- 1997 : Dreamin'